# Ahmed Ouhda
Ahmed Ouhda (* 10. März 1997 in Ait Ali Ouhassou, Marokko) ist ein italienischer Leichtathlet, der sich auf den Langstreckenlauf spezialisiert hat.

## Sportliche Laufbahn
Erste internationale Erfahrungen sammelte Ahmed Ouhda bei den Crosslauf-Europameisterschaften 2016 in Chia, bei denen er nach 18:00 min den 32. Platz im U20-Rennen belegte. 2018 gewann er bei den U23-Mittelmeer-Meisterschaften in Jesolo in 30:30,84 min die Silbermedaille im 10.000-Meter-Lauf hinter seinem Landsmann Alessandro Giacobazzi und im Dezember gelangte er bei den Crosslauf-Europameisterschaften in Tilburg nach 25:33 min auf dem 58. Platz im U23-Rennen. Im Jahr darauf gelangte er bei den U23-Europameisterschaften in Gävle mit 29:09,40 min auf den 13. Platz über 10.000 Meter bei den Crosslauf-Europameisterschaften 2021 in Dublin wurde er nach 33:51 min 69. im Einzelbewerb. 2024 wurde er bei den Europameisterschaften in Rom in 28:33,50 min Sechster im B-Lauf über 10.000 Meter und im Jahr darauf wurde er bei den erstmals ausgetragenen Straßenlauf-Europameisterschaften 2025 in Löwen in 1:02:58 h 14. im Halbmarathon und sicherte sich in der Teamwertung die Bronzemedaille hinter den Teams aus Frankreich und Spanien.

## Persönliche Bestleistungen
- 5000 Meter: 13:41,73 min, 24. Juni 2023 in Carquefou
- 10.000 Meter: 28:18,92 min, 18. Mai 2024 in London
- 10-km-Straßenlauf: 28:23 min, 16. März 2025 in Lille
- Halbmarathon: 1:02:58 h, 12. April 2025 in Löwen
- Marathon: 2:13:00 h, 27. Oktober 2024 in Venedig